# Твоя партия
Твоя партия (англ. Your Party) — временное название британской политической партии, основанной 24 июля 2025 года бывшим лидером лейбористской партии Джереми Корбином и независимым членом парламента Зарой Султаной. По словам Корбина, официальная учредительная конференция партии состоится в середине осени 2025 года, но её дата пока что не определена. Султана заявила, что название для партии будет выбрано «самым демократическим способом», а она сама поддерживает название «Левая» (англ. The Left) или «Левая партия». Создание новой партии поддержали члены Независимого альянса.
Идея создания новой левой партии в Великобритании обсуждалась на протяжении довольно долгого времени. В 2024 году Корбин был исключён из лейбористской партии, но избран в Палату общин на выборах как независимый кандидат. В том же году Султана была исключена из парламентской фракции лейбористов из-за голосования за отмену ограничения на размер пособий за двух детей вопреки позиции партийного руководства. В конце июня она запустила кампанию по сбору средств и регистрации сторонников, а в начале июля покинула лейбористскую партию и заявила, что возглавит новую партию вместе с Корбином. По данным The Times, Корбин не согласился с заявлением Султаны и просил её удалить его после публикации. Её заявление было опубликовано после голосования среди социалистов, участвовавших в предварительных обсуждениях, которые проголосовали за создание партии под совместным руководством этих двух политиков. Союзники Корбина воздержались в том голосовании, поскольку хотели дождаться конференции для голосования по вопросу о лидерстве. Несмотря на это, 24 июля Корбин призвал своих сторонников зайти на сайт yourparty.uk; за три дня там зарегистрировалось более 500 тысяч человек.
Сайтом новой партии управляет «Проект мира и справедливости», созданный Корбином. В совместном заявлении Корбин и Султана заявили, что новая партия будет добиваться «массового перераспределения богатства и власти», включая увеличение налогообложения богатых и передачу в государственную собственность компаний, занимающихся энергетикой, водоснабжением, железнодорожными и почтовыми услугами; партия выступает против поставок оружия Израилю.
Партия открыто ориентируется на избирателей левых взглядов, ранее поддерживавших лейбористов, зелёных или независимых кандидатов, избранных на выборах 2024 года на платформах помощи сектору Газа в четырёх мусульманских округах и может поставить под угрозу позиции зелёных в 40 округах, в которых они заняли второе место в 2024. Согласно социологическим опросам, новая партия может набрать около 10% голосов по всей стране.
Бывший лидер Лейбористской партии Нил Киннок заявил, что новая партия только поможет врагам лейбористов, так как раскол среди левых поможет консерваторам и партии реформ.